# 121-я пехотная дивизия (вермахт)
121-я пехотная дивизия (нем. 121. Infanterie-Division) — тактическое соединение сухопутных войск нацистской Германии в период Второй мировой войны.

## История
Дивизия сформирована в лагере Мюнстер в Люнебургер Хайде Восточной Пруссии (1-й военный округ) 5 октября 1940 года на базе подразделений 1-й пехотной дивизии и 21-й пехотной дивизии. Являлась при формировании дивизией 11-й волны мобилизации и была укомплектована военнослужащими 1920 года рождения, призванными из резерва. Наряду с общими для 11-й волны мобилизации отклонениями от штата дивизий 1-й волны, имела в составе пехотных полков взводы самокатчиков вместо конных взводов.
C 22 июня 1941 года участвует в боевых действиях, наступая из района западнее Гумбинена на Вилкавишкис — Каунас, имея перед собой части 33-й стрелковой дивизии. Слева от дивизии наступала 123-я пехотная дивизия 27-го армейского корпуса, справа 12-я пехотная дивизия. На раннее утро 22 июня 1941 года вела бой за Кибартай — Пильвишки, наступает на Каунас.
Затем наступала практически беспрепятственно до конца июня 1941 года. В конце июня 1941 года ведёт бои за Краславу со 112-й стрелковой дивизией. 3 июля 1941 года форсировала Даугаву в район Краславы, придя на помощь дивизии СС «Мёртвая голова», попавшей в тяжёлое положение в боях с 42-й танковой дивизией, ведёт бои в том числе и со 112-й стрелковой дивизией. На 4 июля 1941 года дивизия двигалась вслед за дивизией СС «Мёртвая голова» по направлению Краслава — Дагда — Себеж. 42-й мотострелковый полк, прикрывавший отход 42-й танковой дивизии, нанёс внезапный контрудар, под который попал штаб 121-й пехотной дивизии. В бою был убит командир дивизии Отто Лансель, который стал первой потерей среди генеральского состава Группы армий «Север» и вермахта в целом.
Перед наступлением на Ленинград, начавшимся 8 августа 1941 года, вошла в состав группы «Шимск», одной из трёх наступательных групп, созданных для наступления непосредственно на город. В ходе наступления продвигалась с 1-м армейским корпусом, по обе стороны железных дорог, ведущих в Ленинград через Дно и Лугу, и начала продвижение на северо-восток. К 25 августа 1941 года вышла на подступы к Любани, которую в этот же день взяла прошедшая сквозь порядки дивизии 12-я танковая дивизия. 29 августа—31 августа ведёт тяжёлый встречный бой с 402-м стрелковым полком 168-й стрелковой дивизии в районе посёлка Тосно. В сентябре 1941 года дивизия наступает на Ленинград c юго-востока, вдоль железной дороги и шоссе Чудово — Ленинград. 11 сентября 1941 года форсировала реку Ижора и перешла дорогу Ям-Ижора — Слуцк, подошла к Слуцку, где прорвала первую линию обороны и завязала бои за город. Слуцк был взят 15 сентября 1941 года ударом 667-й батареи штурмовых орудий, но дивизия уже исчерпала свои возможности и была остановлена у Колпино. Приблизительно там дивизия ведёт бои до лета 1942 года, когда была сменена частями испанской «Голубой» дивизии.
Затем, в мае 1942 года дивизия была переброшена на Волховский фронт, заняла позиции у реки Чёрная.
В конце августа — сентябре 1942 года ведёт оборонительные бои вместе с 5-й горнострелковой дивизией в ходе проведения советскими войсками Синявинской операции. Задача дивизии заключалась в закрытии бреши по линии высоковольтных передач, ведущей от Волховской ГЭС к Петербургу. С 10 сентября 1942 года контратаковала с севера через рощу «Круглая» войска 2-й ударной армии, которые продвинулись на некоторое расстояние к Неве с востока, и 25 сентября 1942 года соединилась в районе Гайтолово со 132-й пехотной дивизией, тем самым замкнув кольцо окружения вокруг 2-й ударной и части сил 8-й армии и отвоевав Гайтолово. Находится на фронте до ноября 1942 года, затем отведена в прифронтовую полосу, где находится в течение ноября — декабря 1942 года.
В 1943 году ведёт бои в районе Смердыни. С января 1944 года отступает в направлении Луги.
1 февраля 1944 года участвовала в немецком контрнаступлении на лужском направлении. Наступала из района Уторгоша навстречу 12-й танковой дивизии и 285-й охранной дивизии. В результате 3 февраля 1944 года немецкие войска окружили прорвавшиеся к шоссе Луга — Псков советские войска 7-го стрелкового корпуса (256-я стрелковая дивизия, часть сил 372-й стрелковой дивизии) и 2-й партизанский полк 5-й партизанской бригады. Вела бои на уничтожение окружённых советских войск до 17 февраля 1944 года, оказавшиеся безуспешными. После этого отступает на рубеж реки Великой в район Острова.
На июнь 1944 занимает позиции на линии «Пантера» северо-восточнее Острова. 22—23 июня 1944 года в ходе советского наступления позиции, занимаемые дивизией, были прорваны, дивизия отступила в район Пыляй. Из этого района, при поддержке 502-го батальона «Тигров», перешла в контратаку, ведёт бои за Зуево. За эти бои дивизия была упомянута в сводке командования вермахта.
18 июля-24 июля 1944 года ведёт бои c 245-й стрелковой дивизией на плацдарме, захваченном советскими войсками на западном берегу реки Великая в 25 километрах северо-восточнее Деванисово. Во второй половине июля 1944 года с боями отходит в районе Пыталово.
На середину сентября 1944 года занимает рубеж на подступах к Риге в районе Алытэни, мыза Катриня, Дандэри. С 22 сентября по 24 сентября 1944 года в боях с 29-й гвардейской стрелковой дивизией, наступавшей в том районе, потеряла до полка личного состава.
После потери Риги отступила на Курляндский полуостров, ведёт бои в районе Приекуле.
В марте 1945 года остатки дивизии были сведены в боевую группу, которая поступила в распоряжение комендатуры Либавы, объявленной крепостью.
Капитулировала 8 мая 1945 года на Курляндском полуострове в районе Барты.

## Состав
На 7 июля 1941 года в составе дивизии находились:
- Командир дивизии:
  - штаб 121-й пехотной дивизии (2 ручных пулемёта)
  - 121-й моторизованный картографический взвод
  - 405-й пехотный полк (Infanterie-Regiment 405):
    - штабная рота полка
      - два разведывательных взвода (оба на велосипедах)
      - взвод связи
      - сапёрный взвод (3 ручных пулемёта)
      - полковой оркестр

    - три, с июля 1942 года два, пехотных батальона, включавшие каждый
      - три стрелковые роты (12 ручных пулеметов, 3 противотанковых ружья, 3 50-мм миномёта в каждой)
      - одну пулемётную роту (12 станковых пулемётов, 6 80-мм миномётов)

    - рота тяжелого вооружения (2 150-мм пехотных орудия sIG 33, 6 75-мм пехотных орудий LeIG 18)
    - моторизованная противотанковая рота (2 50-мм противотанковых орудия PAK 38, 9 37-мм противотанковых орудия Pak 36, 6 ручных пулемётов)

  - 407-й пехотный полк (Infanterie-Regiment 407): то же, что и 405-й полк, с июля 1942 года в составе только двух батальонов
  - 408-й пехотный полк (Infanterie-Regiment 408): то же, что и 405-й полк, с июня 1942 года в составе только двух батальонов
  - 121-й артиллерийский полк (Artillerie-Regiment 121):
    - штаб полка и полковой оркестр
    - три артиллерийских дивизиона, включавшие каждый
      - штабную роту
      - три батареи (4 105-мм легких гаубицы leFH 18, 2 ручных пулемета в каждой)

    - 1/48-й артиллерийский полк (1-й тяжелый дивизион 48-го артиллерийского полка), включавший
      - штабную роту
      - три батареи (4 150-мм тяжелых гаубицы sFH 18, 2 ручных пулемета в каждой)

  - 121-й разведывательный батальон (Aufklärungs-Abteilung 121):
    - моторизованный взвод связи
    - конный разведывательный эскадрон (9 ручных пулемётов, 2 станковых пулемёта)
    - разведывательный эскадрон на велосипедах (3 50-мм миномёта, 2 станковых пулемёта, 9 ручных пулемётов, 3 противотанковых ружья)
    - противотанковый взвод (3 37-мм противотанковых орудия Pak 36, 1 ручной пулемёт)
    - саперный взвод (3 ручных пулемёта)
    - взвод пехотных орудий (2 75-мм пехотных орудия LeIG 18)
    - моторизованный эскадрон поддержки

  - 121-й противотанковый дивизион (Panzerjäger-Abteilung 121):
    - моторизованный взвод связи
    - три моторизованные противотанковые батареи (2 50-мм противотанковых орудия Pak 38, 9 37-мм противотанковых орудий Pak 36, 6 ручных пулемётов в каждой)

  - 121-й батальон связи (Divisions-Nachrichten-Abteilung 121):
    - моторизованная рота проводной (телефонной) связи (6 ручных пулемётов)
    - моторизованная рота радиосвязи (4 ручных пулемёта)
    - лёгкая колонна снабжения (1 ручной пулемёт)

  - 121-й саперный батальон (Pionier-Bataillon 121):
    - три саперных роты (9 ручных пулемётов в каждой)
    - лёгкая инженерная колонна снабжения (на конной тяге) (2 пулемёта)
    - лёгкая мостовая колонна

  - подразделения снабжения 121-й пехотной дивизии: (Divisions-Nachschubführer 121)
    - три (1-3/121) моторизованные колонны снабжения (2 ручных пулемёта в каждой)
    - три (4-6/121) конные колонны снабжения (2 ручных пулемёта в каждой)
    - (9/121) лёгкая моторизованная колонна снабжения горючим
    - 121-я рота технического обслуживания
    - 121-я рота лёгкого снабжения (6 ручных пулемётов)
    - 121-я моторизованная хлебопекарная рота
    - 121-я моторизованная мясная рота
    - 121-я моторизованная квартирмейстерская рота

  - санитарная служба 121-й пехотной дивизии (Sanitätsdienste 121)
    - 121-й полевой лазарет
    - две (1-2/121) санитарных роты (2 ручных пулемёта на каждую)
    - две (1-2/121) санитарных колонны

  - 121-я ветеринарная рота: (Veterinär-Kompanie 121)
  - 121-й моторизованный взвод полевой жандармерии (1 ручной пулемет)
  - 121-я моторизованная полевая почтовая станция[1]

## Боевой путь и подчинение
| Период                      | В составе армейской группы | В составе армии          | В составе корпуса      | Район боевых действий (дислокации) |
| --------------------------- | -------------------------- | ------------------------ | ---------------------- | ---------------------------------- |
| ноябрь 1940 — февраль 1941  | Группа C                   | 11-я армия               | 52-й армейский корпус  | Мюнстерлагер                       |
| март 1941                   | Группа C                   | 11-я армия               | 20-й армейский корпус  | Мюнстерлагер                       |
| апрель 1941                 | Группа B                   | 18-я армия               | 2-й армейский корпус   | Остпрюсен                          |
| май 1941                    | Группа C                   | 16-я армия               | 2-й армейский корпус   | Остпрюсен                          |
| июнь 1941 — июль 1941       | Группа армий «Север»       | 16-я армия               | 2-й армейский корпус   | Даугавпилс                         |
| август 1941 — ноябрь 1941   | Группа армий «Север»       | 16-я армия               | 28-й армейский корпус  | Луга — Ленинград                   |
| декабрь 1941                | Группа армий «Север»       | 18-я армия               | 50-й армейский корпус  | Ленинград                          |
| январь 1942 — апрель 1942   | Группа армий «Север»       | 18-я армия               | 50-й армейский корпус  | Ленинград                          |
| май 1942 — сентябрь 1942    | Группа армий «Север»       | 18-я армия               | 50-й армейский корпус  | Волхов                             |
| октябрь 1942                | Группа армий «Север»       | 11-я армия               | 26-й армейский корпус  | Волхов                             |
| ноябрь 1942 — декабрь 1942  | Группа армий «Север»       | 18-я армия               | -                      | Волхов (в резерве)                 |
| январь 1943 — февраль 1943  | Группа армий «Север»       | 18-я армия               | 1-й армейский корпус   | Волхов                             |
| март 1943 — июнь 1943       | Группа армий «Север»       | 18-я армия               | 28-й армейский корпус  | Волхов                             |
| июль 1943                   | Группа армий «Север»       | 18-я армия               | -                      | Волхов (в резерве)                 |
| август 1943                 | Группа армий «Север»       | 18-я армия               | 26-й армейский корпус  | Волхов                             |
| сентябрь 1943 — январь 1944 | Группа армий «Север»       | 18-я армия               | 28-й армейский корпус  | Волхов                             |
| февраль 1944                | Группа армий «Север»       | 18-я армия               | 50-й армейский корпус  | Луга                               |
| март 1944 — июль 1944       | Группа армий «Север»       | 18-я армия               | 38-й армейский корпус  | Псков                              |
| август 1944 — сентябрь 1944 | Группа армий «Север»       | 18-я армия               | 10-й армейский корпус  | Латвия                             |
| октябрь 1944                | Группа армий «Север»       | группа генерала Грассера | 38-й армейский корпус  | Курляндия                          |
| ноябрь 1944 — декабрь 1944  | Группа армий «Север»       | 18-я армия               | 10-й армейский корпус  | Курляндия                          |
| январь 1945                 | Группа армий «Север»       | 18-я армия               | 3-й танковый корпус СС | Курляндия                          |
| февраль 1945                | Группа армий «Курляндия»   | 18-я армия               | 1-й армейский корпус   | Курляндия                          |
| март 1945                   | Группа армий «Курляндия»   | 18-я армия               | -                      | Курляндия (в резерве)              |
| апрель 1945                 | Группа армий «Курляндия»   | 18-я армия               | 10-й армейский корпус  | Курляндия (в резерве)              |

## Командование
- Генерал артиллерии Курт Ян (5 октября 1940 — 6 мая 1941)
- Генерал-лейтенант Отто Лансель (6 мая 1941 — 8 июля 1941)
- Генерал артиллерии Мартин Вандель (8 июля 1941 — 11 ноября 1942)
- Генерал пехоты Гельмут Прис (11 ноября 1942 — март 1944)
- Генерал-майор Эрнст Пауэр фон Арлау (март 1944 — 1 июня 1944)
- Генерал-лейтенант Рудольф Бамлер (1 июня 1944 — 27 июня 1944)
- Генерал пехоты Гельмут Прис (27 июня 1942 — 10 июля 1944)
- Генерал пехоты Теодор Буссе (10 июля 1944 — 1 августа 1944)
- Генерал-лейтенант Вернер Ранк (1 августа 1944 — 30 апреля 1945)
- Генерал-майор Оттомар Хансен (30 апреля 1945 — 8 мая 1945)

## КавалерыРыцарского крестаиз состава дивизии
| Наг- рада                                                           | Имя и фамилия                                      | Должность                                                                  | Звание            | Дата награждения |
| ------------------------------------------------------------------- | -------------------------------------------------- | -------------------------------------------------------------------------- | ----------------- | ---------------- |
| Рыцарский крест Железного креста · Рыцарский крест Железного креста | Густ, Вернер (Gust, Werner)                        | командир 405-го пехотного полка                                            | майор             | 18.10.1944       |
| Рыцарский крест Железного креста                                    | Ланселло, Отто (Lancelle, Otto)                    | командир дивизии                                                           | генерал-майор     | 27.07.1941       |
| Рыцарский крест Железного креста                                    | Вандель, Мартин (Wandel, Martin)                   | командир дивизии                                                           | генерал-майор     | 23.11.1941       |
| Рыцарский крест Железного креста                                    | Лёр, Эрик (Löhr, Erich)                            | командир дивизии                                                           | полковник         | 12.08.1944       |
| Рыцарский крест Железного креста                                    | Прис, Гельмут (Prieß, Helmuth)                     | командир дивизии                                                           | генерал-лейтенант | 07.03.1944       |
| Рыцарский крест Железного креста                                    | Ранк, Вернер (Ranck, Werner)                       | командир дивизии                                                           | генерал-майор     | 02.03.1945       |
| Рыцарский крест Железного креста                                    | Бочентин, Ричард (Bochentin, Richard)              | командир 2-го батальона 405-го полка                                       | майор             | 12.02.1944       |
| Рыцарский крест Железного креста                                    | Франек, Фридрих (Franek, Friedrich)                | командир 405-го полка                                                      | полковник         | 04.11.1941       |
| Рыцарский крест Железного креста                                    | Сауэрбрай, Рудольф (Sauerbrei, Rudolf)             | командир 2-го батальона 405-го полка                                       | гауптман          | 05.04.1945       |
| Рыцарский крест Железного креста                                    | Шееле, Альфонс (Scheele, Alfons)                   | пулемётчик 2-го батальона 405-го полка                                     | обергефрейтор     | 30.09.1944       |
| Рыцарский крест Железного креста                                    | Шпренгель, Альфред (Sprengel, Alfred)              | командир взвода 5-й роты 405-го полка                                      | оберфельдфебель   | 26.03.1944       |
| Рыцарский крест Железного креста                                    | Эдсе, Хайнрих (Edse, Heinrich)                     | командир 1-й роты 407-го полка                                             | обер-лейтенант    | 15.04.1944       |
| Рыцарский крест Железного креста                                    | Годен, Эмиль (Goden, Emil)                         | командир взвода 3-й роты 407-го полка                                      | оберфельдфебель   | 26.08.1943       |
| Рыцарский крест Железного креста                                    | Майнеке, Бруно (Meineke, Bruno)                    | командир 1-го батальона 407-го полка                                       | майор             | 19.06.1942       |
| Рыцарский крест Железного креста                                    | Паукнер, Эрнст (Paukner, Ernst)                    | командир 2-го батальона 407-го полка                                       | гауптман          | 18.07.1944       |
| Рыцарский крест Железного креста                                    | Сейд, Отто (Seyd, Otto)                            | командир 1-го батальона 407-го полка                                       | гауптман          | 05.03.1945       |
| Рыцарский крест Железного креста                                    | Тулодецки, Херберт (Tulodetzky, Herbert)           | командир 2-й роты 407-го полка                                             | оберфельдфебель   | 05.11.1944       |
| Рыцарский крест Железного креста                                    | Тусковиц фон, Рудольф (Tycowicz von, Rudolf)       | командир 407-го полка                                                      | полковник         | 02.09.1944       |
| Рыцарский крест Железного креста                                    | Цандерс, Вернер (Canders, Werner)                  | командир 3-го батальона 408-го полка                                       | майор             | 06.04.1944       |
| Рыцарский крест Железного креста                                    | Ла Шеваллери фон, Бото (La Chevallerie von, Botho) | командир 1-го батальона 408-го полка                                       | майор             | 24.07.1941       |
| Рыцарский крест Железного креста                                    | Дрексель, Йоханн (Drexel, Johann)                  | стрелок 14-й противотанковой роты 408-го полка                             | унтер-офицер      | 23.08.1943       |
| Рыцарский крест Железного креста                                    | Мейснер, Зигфрид (Meißner, Siegfried)              | командир 3-го батальона 408-го полка                                       | гауптман          | 25.09.1942       |
| Рыцарский крест Железного креста                                    | Шимански, Йоханесс (Schimanski, Johannes)          | командир 1-го батальона 408-го полка                                       | майор             | 05.03.1945       |
| Рыцарский крест Железного креста                                    | Вонхофф, Хайнрих (Vonhoff, Heinrich)               | командир 12-й роты 408-го полка                                            | обер-лейтенант    | 25.09.1942       |
| Рыцарский крест Железного креста                                    | Тарин, Вальтер (Tarin, Walter)                     | командир 121-го артиллерийского полка                                      | майор             | 20.10.1944       |
| Рыцарский крест Железного креста                                    | Будаль, Георг (Budahl, Georg)                      | командир взвода 1-й роты 121-го противотанкового артиллерийского дивизиона | лейтенант         | 21.09.1944 n     |
| Рыцарский крест Железного креста                                    | Нойербург, Херманн (Neuerburg, Hermann)            | командир взвода 121-й стрелкового батальона                                | обер-лейтенант    | 08.02.1944       |